# Rugby subacvatic

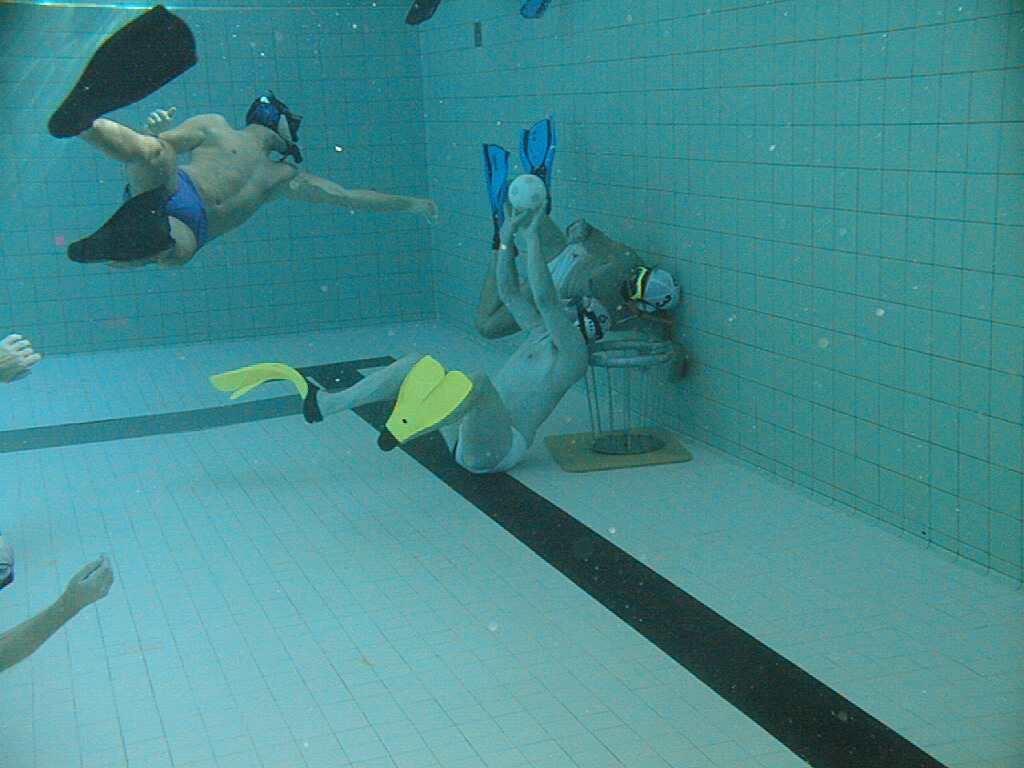
Rugby subacvatic

Rugby subacvatic este un sport nou ce se joacă în piscină în scufundare în apnee.
Echipele sunt formate din câte 6 jucători în apă și 6 rezerve.

Jocurile sunt oficiate de doi arbitri care se află în apă și un arbitru pe uscat ce cronometrează durata meciului care este de două reprize a câte 15 minute fiecare precum și notarea scorului pe foile oficiale.
Spectatorii se află în tribune de unde urmăresc jocul pe ecrane speciale pe care sunt proiectate imagini luate de camere video subacvatice.
Ca și hochei subacvatic, rugby subacvatic se află sub egida CMAS.

## Istoric
Rugby-ul subacvatic a fost introdus în 1961 de germanul Ludwig von Bersuda, atunci un membru al clubului de scufundare din Köln, Germania.
Apoi Dr. Franz Josef Grimmeisen, membru al unui club de scufundare din Duisburg, a încercat să facă rugby subacvatic un sport mai competitiv. El a organizat un concurs între echipele DLRG Mülheim și Duc Duisburg, eveniment ce a atras atenția mass media și ziarul Essener Tageblatt, a scris un articol despre joc.
În anul 1965 se organizează un turneu la Mülheim la care  participă 6 echipe din
Mülheim, Bochum, Düsseldorf, Duisburg, Essen și Lüdenscheid.  
Echipele erau alcătuite din 8 jucători. 
Turneul are loc în fiecare an, sub denumirea de Champions Cup, făcându-l cel mai vechi turneu din istoria acestui sport.
CMAS, a recunoscut oficial jocul de rugby subacvatic în 1978. 
Primul Campionat European a avut loc la Malmö în Suedia în luna mai a aceluiași an și în 1980 primul Campionat Mondial la Mülheim în Germania. 

Aceste campionate au loc alternativ la fiecare patru ani.
În Europa de Est, doar echipe din Cehoslovacia, Polonia și R.D.G. au arătat interes pentru rugby-ul subacvatic, unde în 1975 s-a și organizat un turneu la Praga.
Astăzi rugby subacvatic este jucat de aproximativ 200 de echipe din 25 de țări din întreaga lume.

## Echipament
Echipamentul se compune din echipament colectiv și echipament individual.

### Echipament colectiv
Echipamentul colectiv este format din:
- minge de polo pe apă umplută cu apă sărată, cu greutatea de 3,5 kg pe uscat
- coșuri cu dimensiunile de 450mm x 400mm

Bazinul are dimensiunile minime de 12…18m x 8…12m și adâncimea de 3,5…5m.

### Echipament individual
Jucătorii folosesc un vizor (mască), tub de respirat, labe de înot și o cască de polo pe apă care protejează urechile.

## Competiții
Competițiile oficiale de rugby subacvatic se desfășoară la nivel de campionat național, campionat european și campionat mondial.

### Campionat european
| Anul | Localitate/Țara | Finala (Feminin)    | Finala (Masculin)   |
| ---- | --------------- | ------------------- | ------------------- |
| 1978 | Malmö/Suedia    |                     | Danemarca-Suedia    |
| 1981 | Danemarca       |                     | Suedia-Germania     |
| 1985 | Suedia          |                     | Germania-Suedia     |
| 1989 | Norvegia        | Norvegia-Suedia     | Suedia-Norvegia     |
| 1993 | Cehoslovacia    | Norvegia-Germania   | Suedia-Finlanda     |
| 1997 | Suedia          | Germania-Norvegia   | Suedia-Danemarca    |
| 2001 | Norvegia        | Germania-Norvegia   | Suedia-Finlanda     |
| 2005 | Finlanda        | Norvegia-Germania   | Finlanda-Norvegia   |
| 2010 | Italia          | Germania - Norvegia | Germania - Norvegia |

### Campionat mondial
| Anul | Localitate/Țara      | Finala (Feminin)    | Finala (Masculin)   |
| ---- | -------------------- | ------------------- | ------------------- |
| 1980 | Mülheim/Germania     |                     | Danemarca-Germania  |
| 1983 | Suedia               |                     | Danemarca-Germania  |
| 1987 | Elveția              |                     | Suedia-Danemarca    |
| 1991 | Danemarca            | Suedia-Norvegia     | Suedia-Norvegia     |
| 1995 | Cali/Columbia        | Norvegia-Germania   | Suedia-Danemarca    |
| 1999 | Essen/Germania       | Suedia-Norvegia     | Suedia-Danemarca    |
| 2003 | Fredericia/Danemarca | Germania-Suedia     | Suedia-Norvegia     |
| 2007 | Bari/Italia          | Germania-Suedia     | Finlanda-Suedia     |
| 2011 | Helsinki/Finlanda    | Norvegia - Suedia   | Norvegia - Germania |
| 2015 | Cali/Columbia        | Germania - Norvegia | Norvegia - Germania |